# Svartbådaknallen
Svartbådaknallen är en klippa i Finland.   Den ligger i kommunen Ingå i den ekonomiska regionen  Raseborg  och landskapet Nyland, i den södra delen av landet, 60 km sydväst om huvudstaden Helsingfors.
Terrängen runt Svartbådaknallen är mycket platt.  Närmaste större samhälle är Ingå, 17,0 km norr om Svartbådaknallen. 